# Reo Yasunaga
Reo Yasunaga (安永 玲央 Yasunaga Reo?), född 19 november 2000 i Tokyo prefektur, är en japansk fotbollsspelare.
Yasunaga började sin karriär 2019 i Yokohama FC.